# ایوت میمی‌یو
ایوِت میمی‌یو (انگلیسی: Yvette Mimieux؛ زادهٔ ۸ ژانویهٔ ۱۹۴۲ – درگذشتهٔ ۱۷ ژانویهٔ ۲۰۲۲) یک هنرپیشه اهل ایالات متحده آمریکا بود. وی بین سال‌های ۱۹۵۶ تا ۱۹۹۲ میلادی فعالیت می‌کرد.
ایوت میمی‌یو از پدری فرانسوی و مادری مکزیکی، در لس آنجلس زاده شد. وی پس از بازنشستگی از بازیگری، در زمینه انسان‌شناسی، سرمایه‌گذاری در املاک و مستغلات و نیز آموزش یوگا فعالیت می‌کند.
از فیلم‌ها یا برنامه‌های تلویزیونی که وی در آن نقش داشته است می‌توان به ماشین زمان، سیاه‌چاله، زندان جکسون کانتی و چهار سوار آخرالزمان اشاره کرد.